# Baron FitzHardinge
Baronowie FitzHardinge 1. kreacji (parostwo Zjednoczonego Królestwa)
- 1861–1867: Maurice Frederick FitzHardinge Berkeley, 1. baron FitzHardinge
- 1867–1896: Francis William FitzHardinge Berkeley, 2. baron FitzHardinge
- 1896–1916: Charles Paget FitzHardinge Berkeley, 3. baron FitzHardinge